# Olivetti M10
L'Olivetti M10 è un personal computer portatile sviluppato da Olivetti e presentato al pubblico nel 1983.

## Storia
Nel 1983 l'Olivetti era un'azienda che aveva già vissuto il cambio dell'azionista di riferimento e il passaggio da azienda con una spiccata vocazione per il calcolo meccanico a quella di un'azienda che si doveva confrontare su un mercato affollato come quello del calcolo elettronico. L'anno dopo la presentazione dell'Olivetti M20, avendo intravisto nel settore dei portatili un mercato potenzialmente solido e in espansione, la Olivetti chiese alla Kyocera (Kyoto Ceramic Co., Ltd.) una versione del suo Kyotronic KC-85, così come avevano fatto NEC per il PC-8201A e Tandy per il TRS-80 Model 100.
Mettendo insieme questa base tecnologica e il design di Perry A. King e Antonio Macchi Cassia, nacque l'Olivetti M10, che rimase in produzione per due anni.
Considerata la copia più riuscita tra le quattro, almeno nella sua composizione iniziale, presentava soluzioni uniche come lo schermo inclinabile che ne aumentavano l'usabilità di molto rispetto ai fratelli, anche considerando che il display a matrice di punti non aveva retroilluminazione.
Grazie a un lettore di codici a barre, acquistabile come accessorio, poteva essere utilizzato per semplici gestioni di magazzino o vendita al banco.
Un accoppiatore acustico poteva consentirne l'uso per collegamento a banche dati (BBS) fino a 9.600 bit/s. Non tutti i modelli di M10 avevano però questa caratteristica.
Nel 1984 le vendite furono in termini numerici pari a circa 24.000 pezzi, ma ben più sorprendenti in termini di percentuali di mercato, pari al 70% del mercato italiano dei portatili e il 22% di quello europeo.
L'anno successivo, tuttavia, il prodotto ebbe scarsissimo successo e fu mandato fuori produzione; probabilmente perché mentre il mercato e i fratelli evolvevano, l'M10 rimase uguale.

## Software
L'Olivetti M10 era fornito con diversi software integrati, come i moderni organizer. I propri dati erano salvabili nella memoria RAM statica CMOS mantenuta dall'alimentazione elettrica o da 4 pile AA oppure su registratore a cassetta. Programmi aggiuntivi potevano essere caricati introducendo un particolare CHIP ROM in uno slot esterno. Più di recente, tramite una semplice modifica hardware, era possibile utilizzare EPROM 27C256 al posto di tali CHIP ROM.

## Software integrato
L'Olivetti M10 è dotato del seguente software integrato:
- BASIC: un sottoinsieme del dialetto Microsoft BASIC, in versione 1.0 e prodotto direttamente da Microsoft, che consentiva anche di rinominare e cancellare direttamente i files memorizzati e cambiare la data e l'ora del sistema, funzionalità non accessibili nel software di sistema.
- TEXT: word processor con funzioni di copy-paste.
- TELCOM: software di telecomunicazione (con l'uso di un accoppiatore acustico) o di interscambio dati. È possibile collegare un PC moderno tramite la porta seriale e un cavo null-modem standard da 25 a 9 pin, e dal lato PC utilizzare un semplice software di comunicazione come Hyperterminal.
- ADDRS: una rubrica per indirizzi e numeri telefonici.
- SCHEDL: una agenda per gli appuntamenti.

## Caratteristiche hardware
- CPU OKI 8085 CMOS a 3 MHz

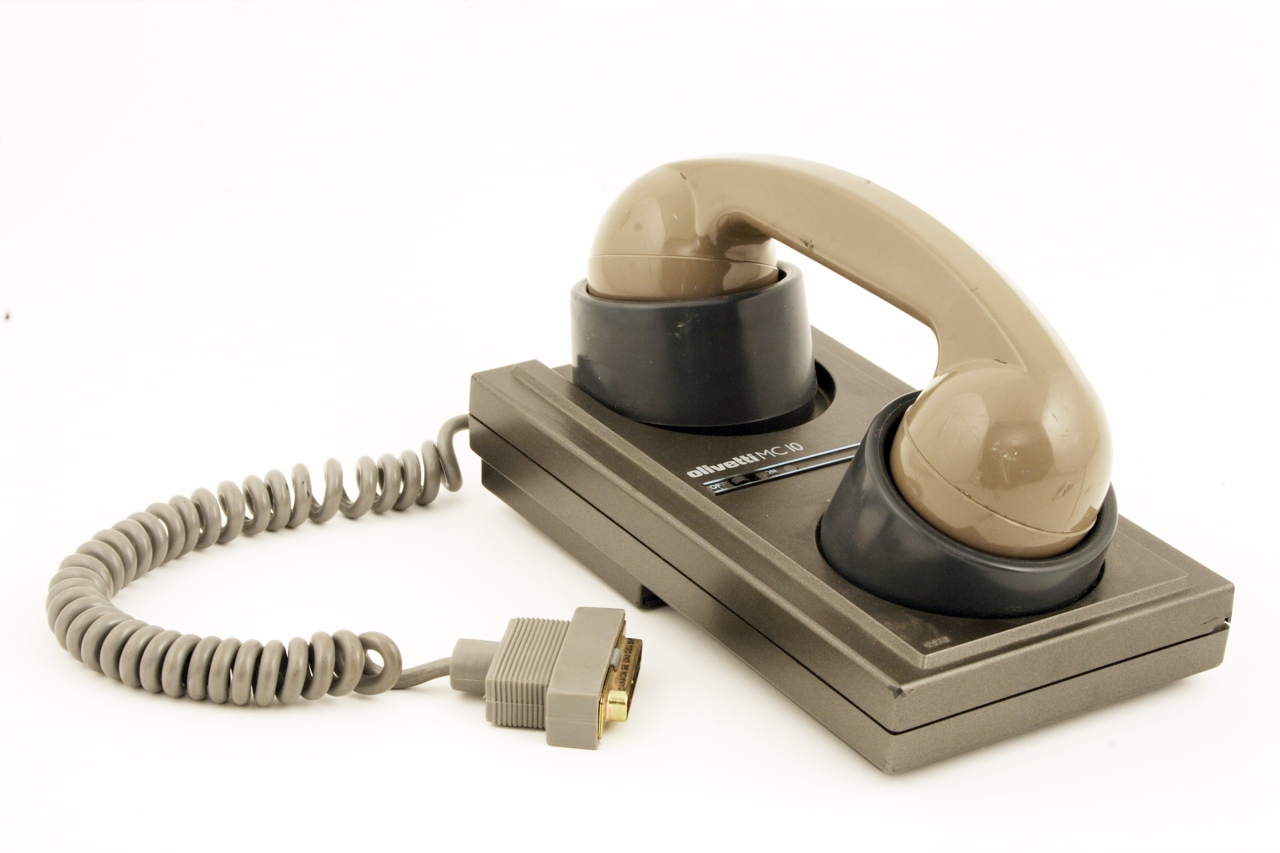
Accoppiatore acustico con MoDem integrato dell'M10

- ROM interna con sistema operativo e controller tastiera
- ROM 32k addizionale per caricamento software addizionale
- RAM 8k espandibile a 32k, necessaria per lo sviluppo di programmi BASIC e per mantenere dati e documenti
- VIDEO 40×25 testo - 320×200 grafica
- MONITOR LCD monocromatico non retroilluminato, 8 righe per 40 caratteri testo - 240×64 pixel grafica
- SERIALE RS232C a 25 pin
- Porta parallela CENTRONICS a 26 pin (non standard)
- Porta TAPE formato DIN per caricare e salvare i dati su registratori a cassetta standard
- Porta BCR per collegamento lettore di codici a barre
- Tasto RESET
- Tasto accensione
- Manopola di controllo della luminosità dello schermo
- Tastiera professionale con 8 tasti funzione e tasti cursore. Disponibile sia in versione italiana che americana.
- Alimentazione tramite batterie (4 pile da 1,5V AA) o trasformatore DC (6V, 0,15A con polarità centrale negativa; in alcune condizioni conviene però utilizzare trasformatori che forniscono una tensione più alta).